# Lateinamerikanistik
Lateinamerikanistik, auch Ibero-Amerikanistik,  ist die Wissenschaft, die sich mit den lateinamerikanischen Sprachen und der lateinamerikanischen Literatur und Kultur beschäftigt. In der Lateinamerikanistik werden alle auf Spanisch und Portugiesisch verfassten oder gesprochenen Texte und alle spanisch- bzw. portugiesischsprachigen amerikanischen Kulturen erforscht. Manche Lateinamerikainstitute wie z. B. das LAI an der FU Berlin haben daneben einen sozialwissenschaftlichen Schwerpunkt.
Die französischsprachigen Gebiete Amerikas (Haiti, Französisch-Guayana etc.) sowie englischsprachige Regionen (Belize, Jamaika etc.) sind nicht Gegenstand der Lateinamerikanistik. Insofern sie sich mit Hispanoamerika befasst, ist sie Teilgebiet der Hispanistik, bezüglich Brasilien gehört sie zur Lusitanistik.